# Храм Хонсу

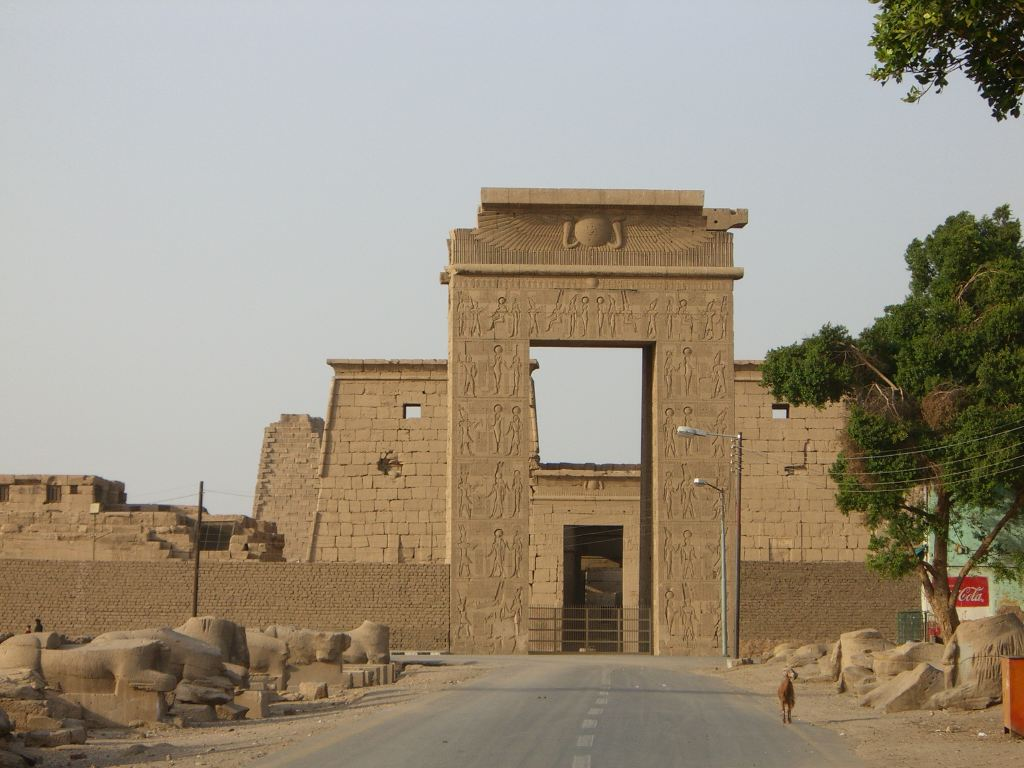
Вход в храм (ворота Птолемея III)

Храм Хонсу — древнеегипетский храм в Карнаке, Луксор. Здание является почти завершённым образцом храмов Нового царства, построен Рамсесом III на месте старого храма. Птолемей III Эвергет построил большие ворота (сохранились до наших дней) и стену. Надписи во внешнем дворе сделаны во времена Херихора. Небольшой гипостильный зал возвёл Нектанеб I. Из-за большого числа переделок можно увидеть неподходящие и перевёрнутые элементы отделки.

## Изображения

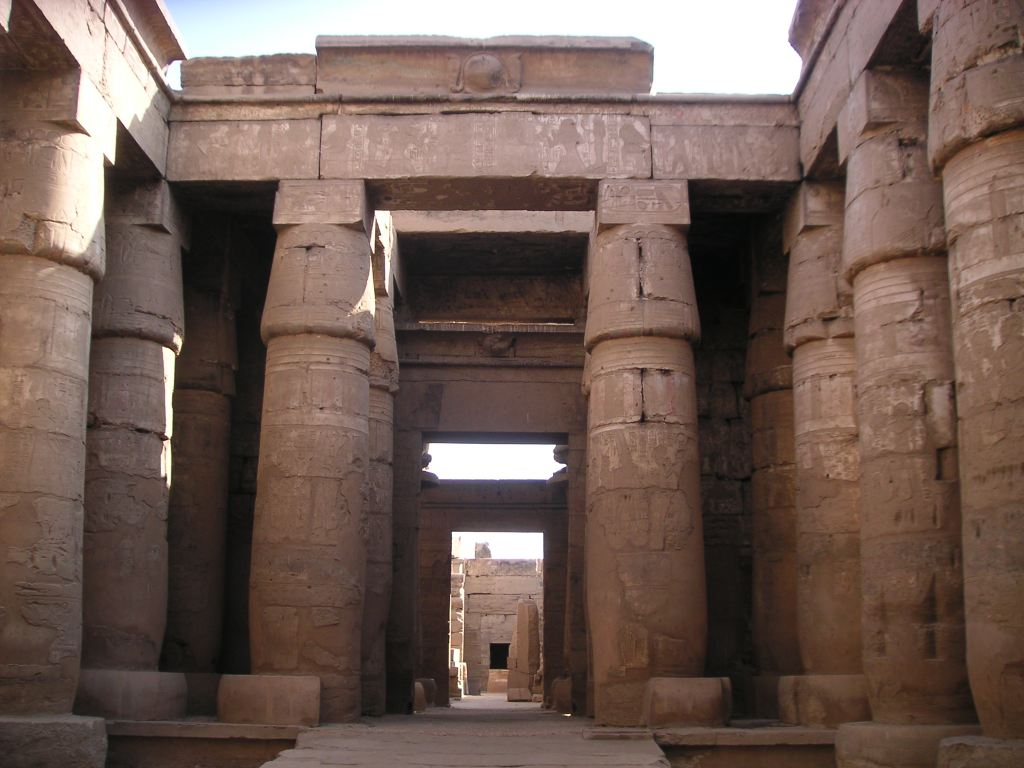
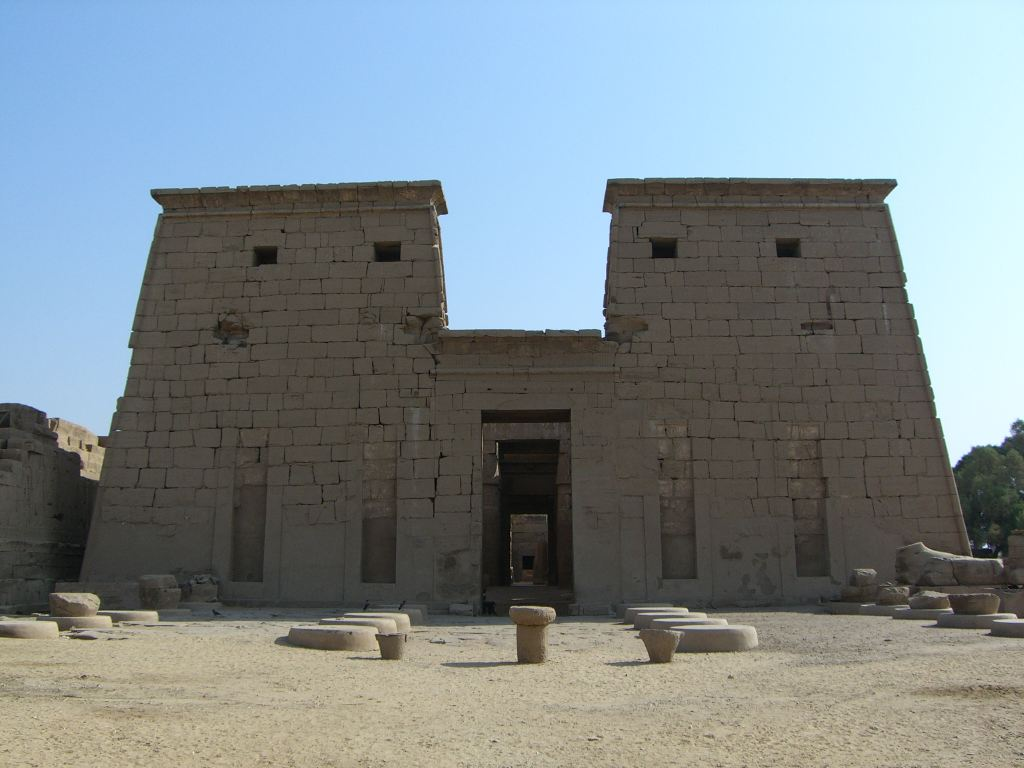
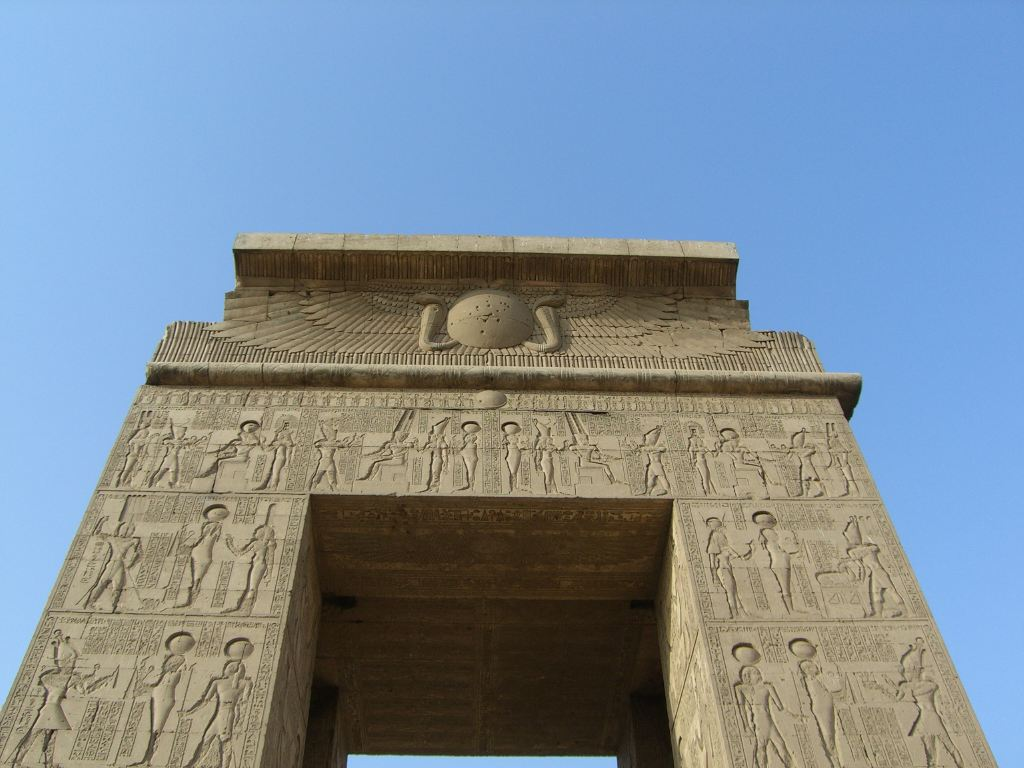
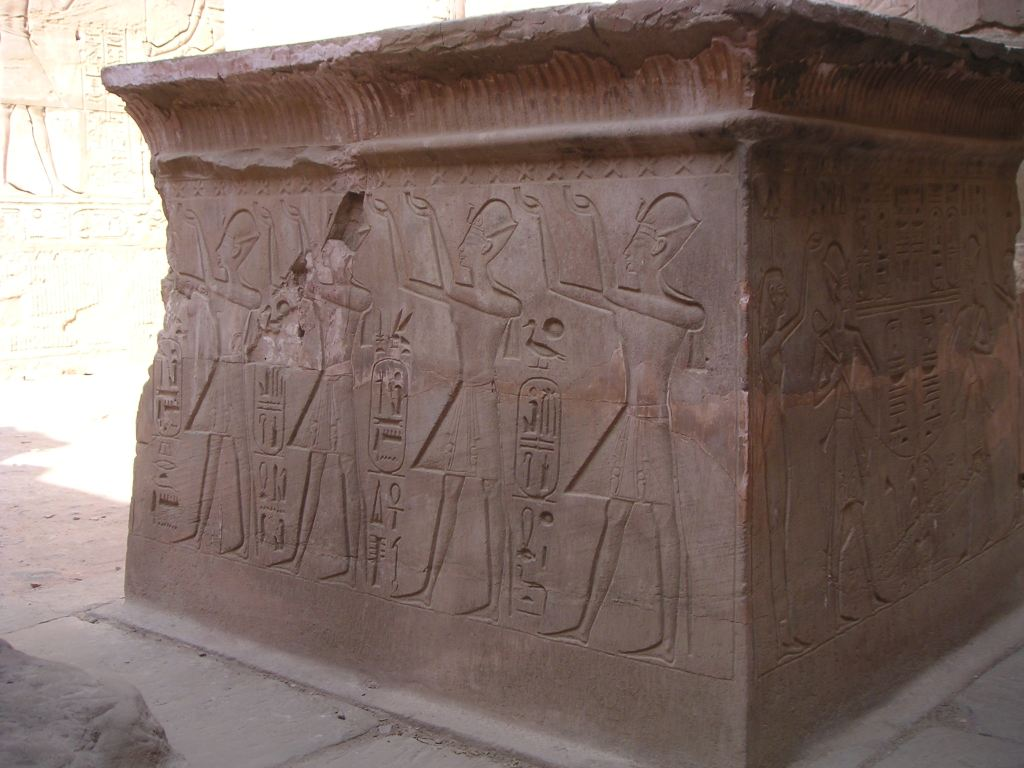
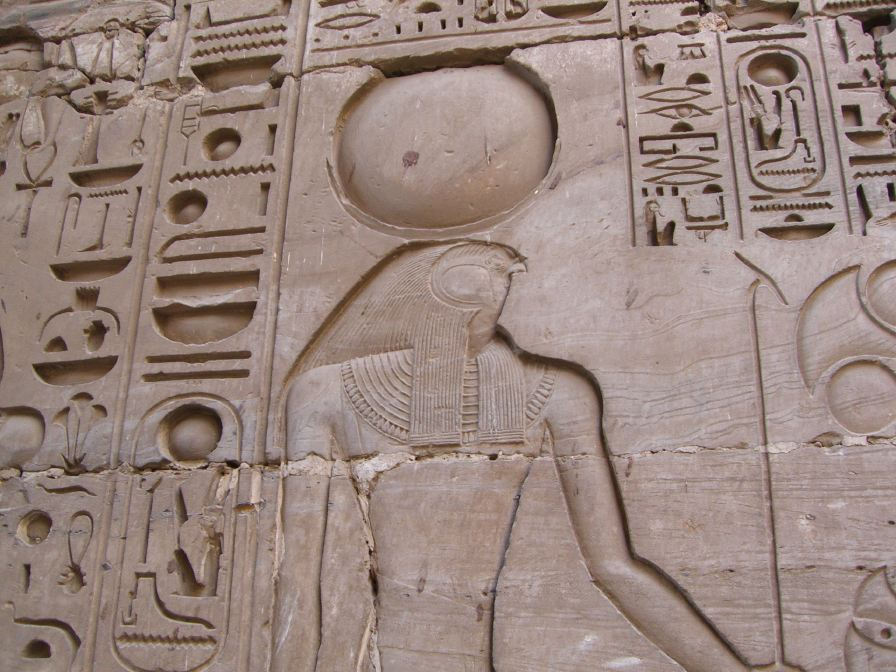
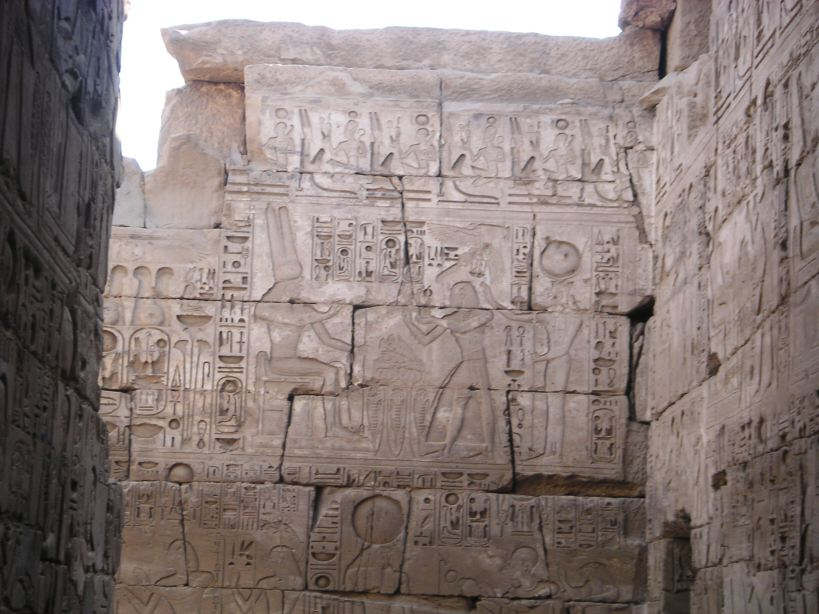
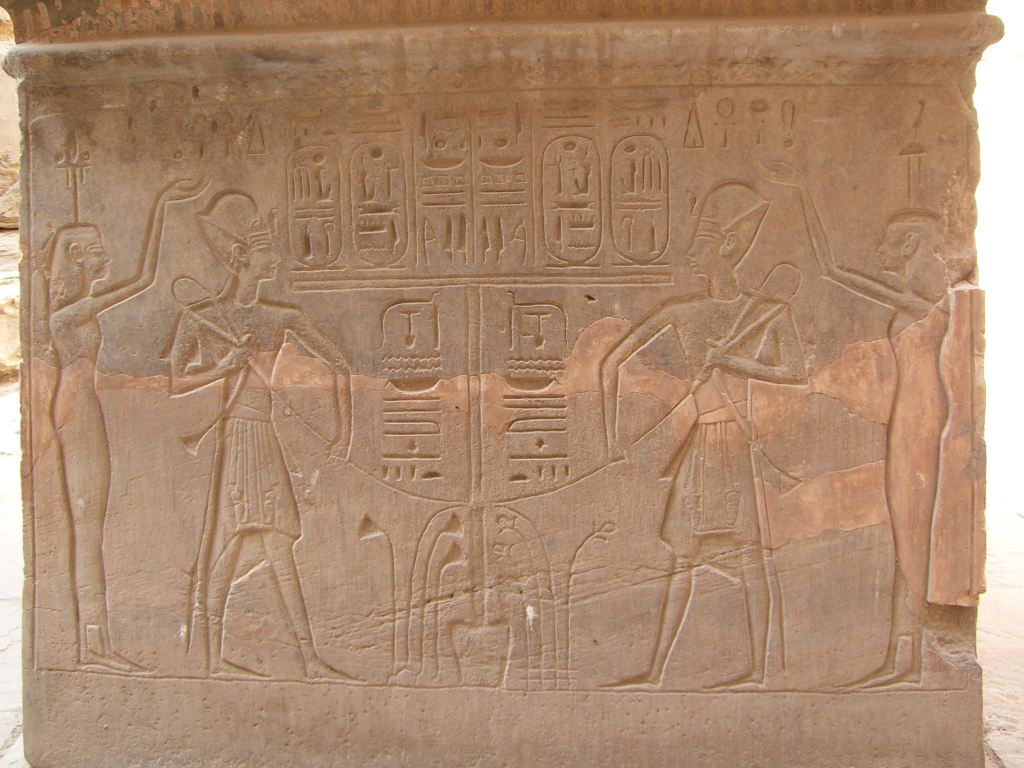
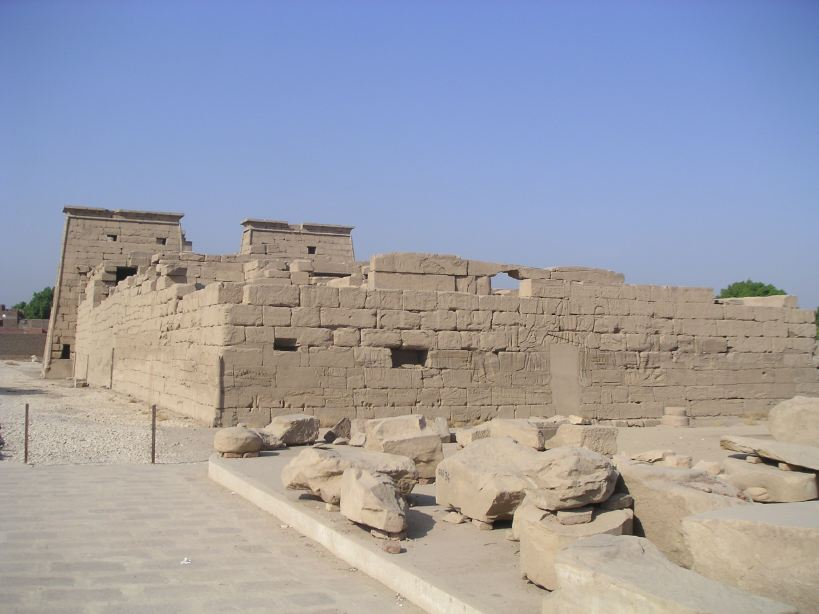